# Christopher Sykes (2e baronnet)
Christopher Sykes, 2e baronnet (23 mai 1749 - 17 septembre 1801) est un homme politique conservateur anglais et député de Beverley de 1784 à 1790.

## Biographie

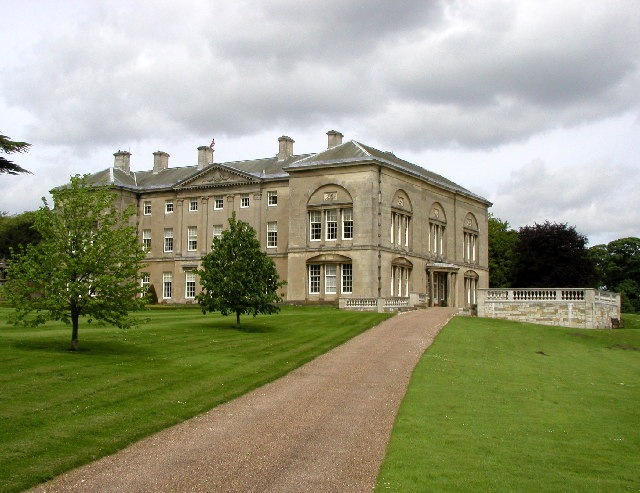
Sledmere House

Il est le fils unique du révérend Mark Sykes, 1er baronnet, ministre de Roos dans la Yorkshire de l'Est, qui est créé baronnet Sykes peu de temps avant sa mort en 1783. À la mort de son père, Christopher hérite de Sledmere House.
Dans les années 1790, il améliore considérablement la maison et agrandit le domaine. Il achète et ferme d'immenses terrains à cultiver, construit deux nouvelles ailes pour la maison et aménage le terrain en plantant 10 kilomètres carrés d'arbres. Christopher laisse un vaste domaine de près de 120 kilomètres carrés et un grand manoir situé dans son propre parc de 0,8 kilomètre carré, qui est resté dans la famille jusqu'à nos jours. Sir Christopher a également employé Joseph Rose, le plâtrier le plus célèbre de son époque, pour décorer Sledmere.
Il est élu aux élections générales de 1784 comme l'un des deux députés de l'arrondissement de Beverley mais ne se représente pas aux élections de 1790.
Christopher Sykes épouse Elizabeth, fille de William Tatton de Wythenshawe Hall dans le Cheshire avec qui il a trois fils et deux filles. Il est remplacé par ses fils, Mark Masterman-Sykes, 3e baronnet et Tatton Sykes (4e baronnet),. Sa fille Elizabeth épouse son cousin Wilbraham Egerton de Tatton Park.